# Earwig i la bruixa
Earwig i la bruixa (originalment en japonès, アーヤと魔女; romanitzat com a Āya to Majo) és una pel·lícula de fantasia animada japonesa del 2020 dirigida per Gorō Miyazaki, basada en la novel·la homònima de Diana Wynne Jones. S'ha doblat i subtitulat al català; el 2021 es va incorporar per a l'edició en DVD i Blu-ray i l'any següent es va afegir a algunes plataformes en línia.
Coproducció entre l'Studio Ghibli, NHK i NHK Enterprises, Earwig i la bruixa es va estrenar mundialment el 18 d'octubre de 2020 al Festival Lumière, abans d'estrenar-se el 30 de desembre de 2020 a la Televisió General NHK; més tard, es va estrenar als cinemes del Japó amb la distribuïdora Toho el 27 d'agost de 2021. El repartiment de veu original inclou Shinobu Terajima, Etsushi Toyokawa, Gaku Hamada i Kokoro Hirasawa.

## Sinopsi
No a tots els orfes els agrada viure a l'orfenat de St. Morwald's, però l'Earwig ho adora. Té tot el que necessita per ser una noia feliç des del primer dia que es van obrir les portes del centre.